# КАМАЗ-43118
КАМАЗ-43118 — российский крупнотоннажный грузовой автомобиль повышенной проходимости, выпускаемый Камским автомобильным заводом с 1995 года. В 2011—2016 годах автомобиль был второй по популярности моделью завода после КАМАЗ-65115 (39 083 единицы, произведённые за этот период, против 49 544), а в 2017 году стал наиболее продаваемым грузовиком на территории России (5,9 тысяч единиц). Всего до 31 декабря 2021 года выпущено 101 813 автомобилей данной модели.

## Технические характеристики
- Колёсная формула — 6 × 6
- Весовые параметры и нагрузки, а/м
  - Снаряженная масса а/м, кг — 10400
  - Грузоподъёмность а/м, кг — 10000
  - Полная масса, кг — 20700
- Двигатель
  - Модель — КАМАЗ-740.30-260 (Евро-2)
  - Тип — дизельный с турбонаддувом
  - Мощность кВт(л. с.) — 191(260)
  - Расположение и число цилиндров — V-образное, 8
  - Рабочий объём, л — 10,85
- Коробка передач
  - Тип — механическая, десятиступенчатая
- Кабина
  - Тип — расположенная над двигателем, с высокой крышей
  - Исполнение — со спальным местом
- Колеса и шины
  - Тип колес — дисковые
  - Тип шин — пневматические, камерные
  - Размер шин — 425/85 R21 (1260x425-533P)
- Платформа
  - Платформа бортовая, с металлическими откидными бортами
  - Внутренние размеры, мм — 6100х2320
  - Высота бортов, мм — 500
- Общие характеристики
  - Максимальная скорость, км/ч — 90
  - Угол преодол. подъема, % не менее — 60 (31º)
  - Внешний габаритный радиус поворота, м — 11,5

## Изображения

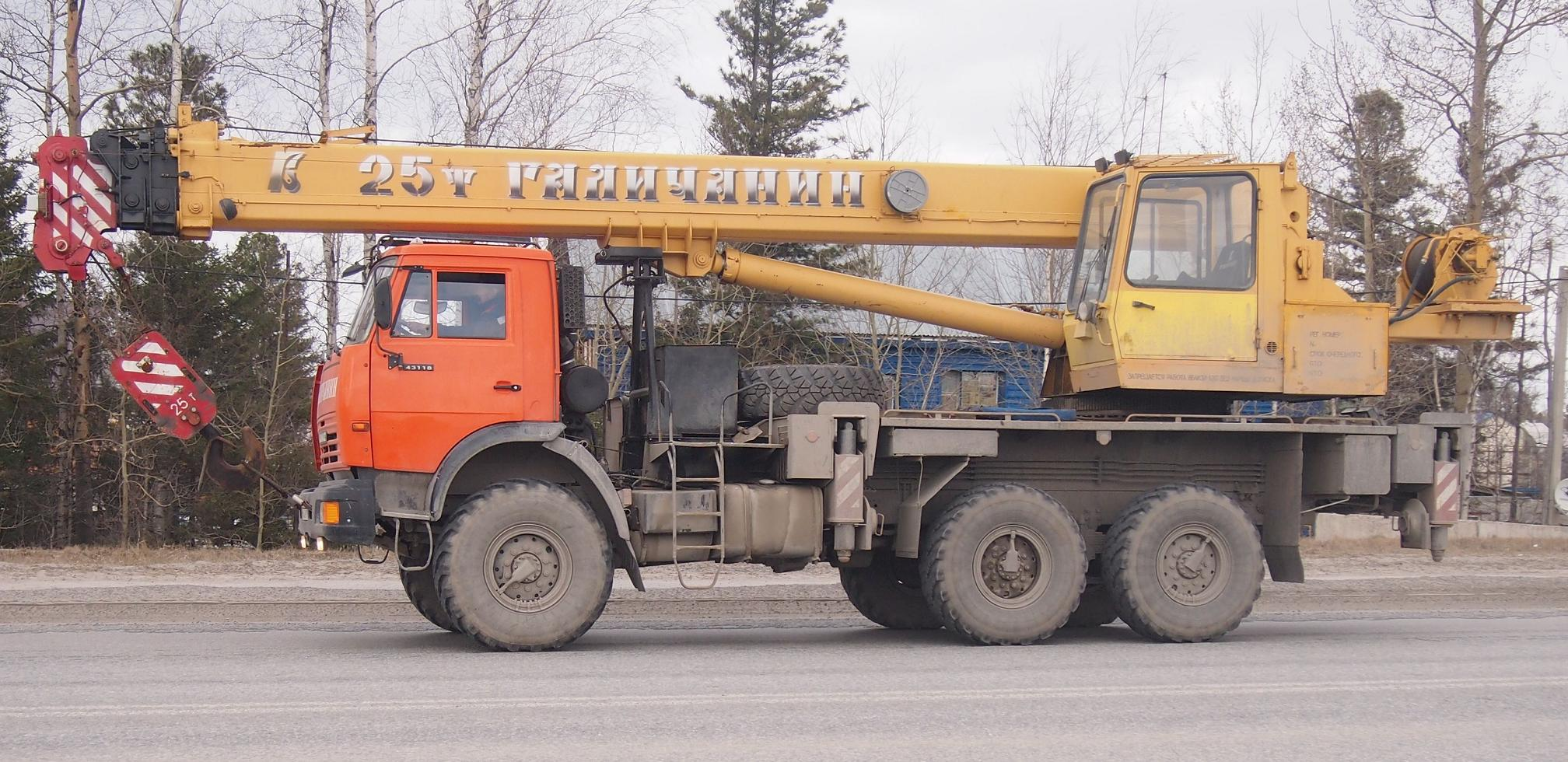
Автокран КС-55713 на шасси КАМАЗа-43118-15
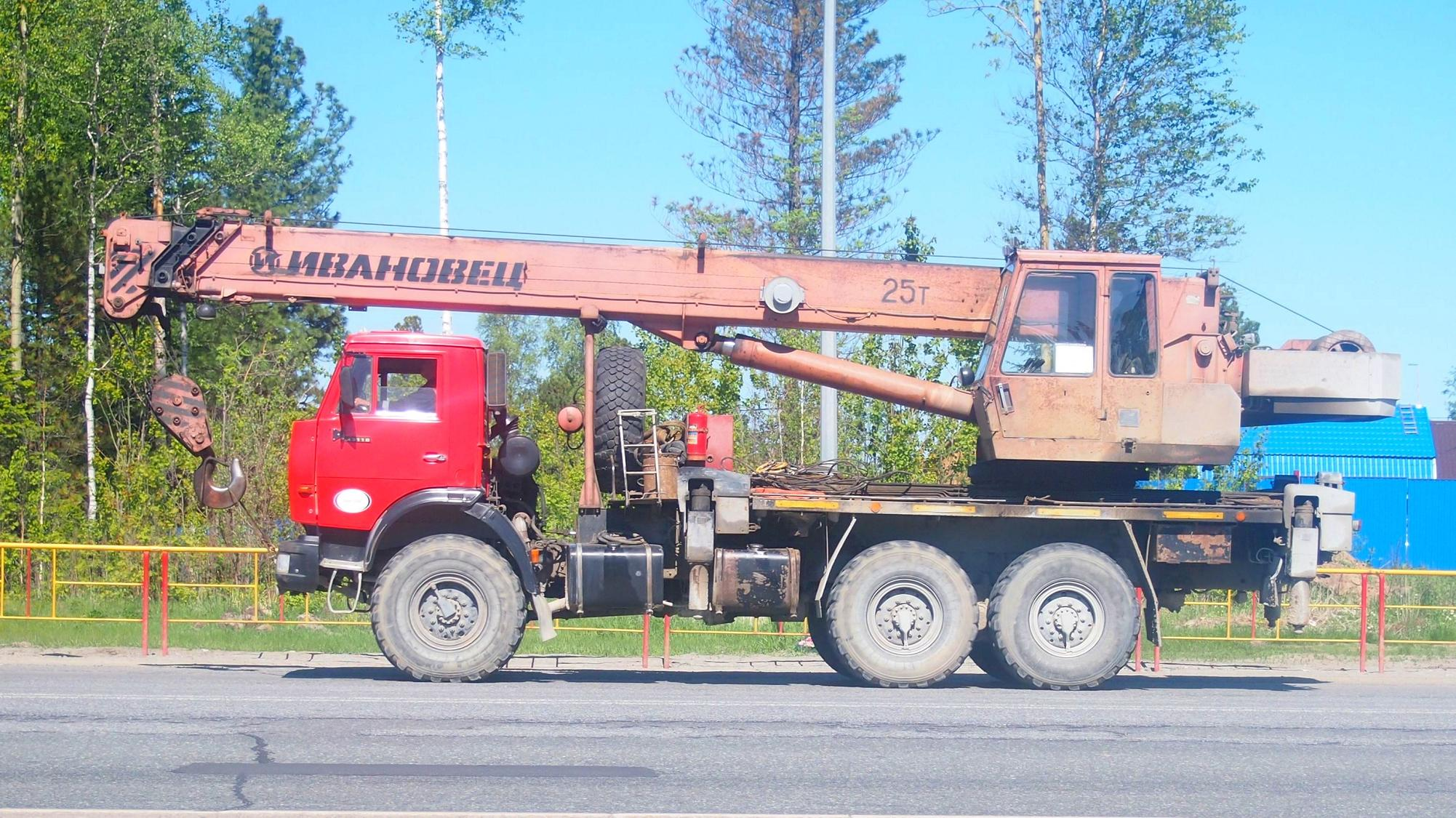
Автокран КС-45717К на шасси КАМАЗ-43118
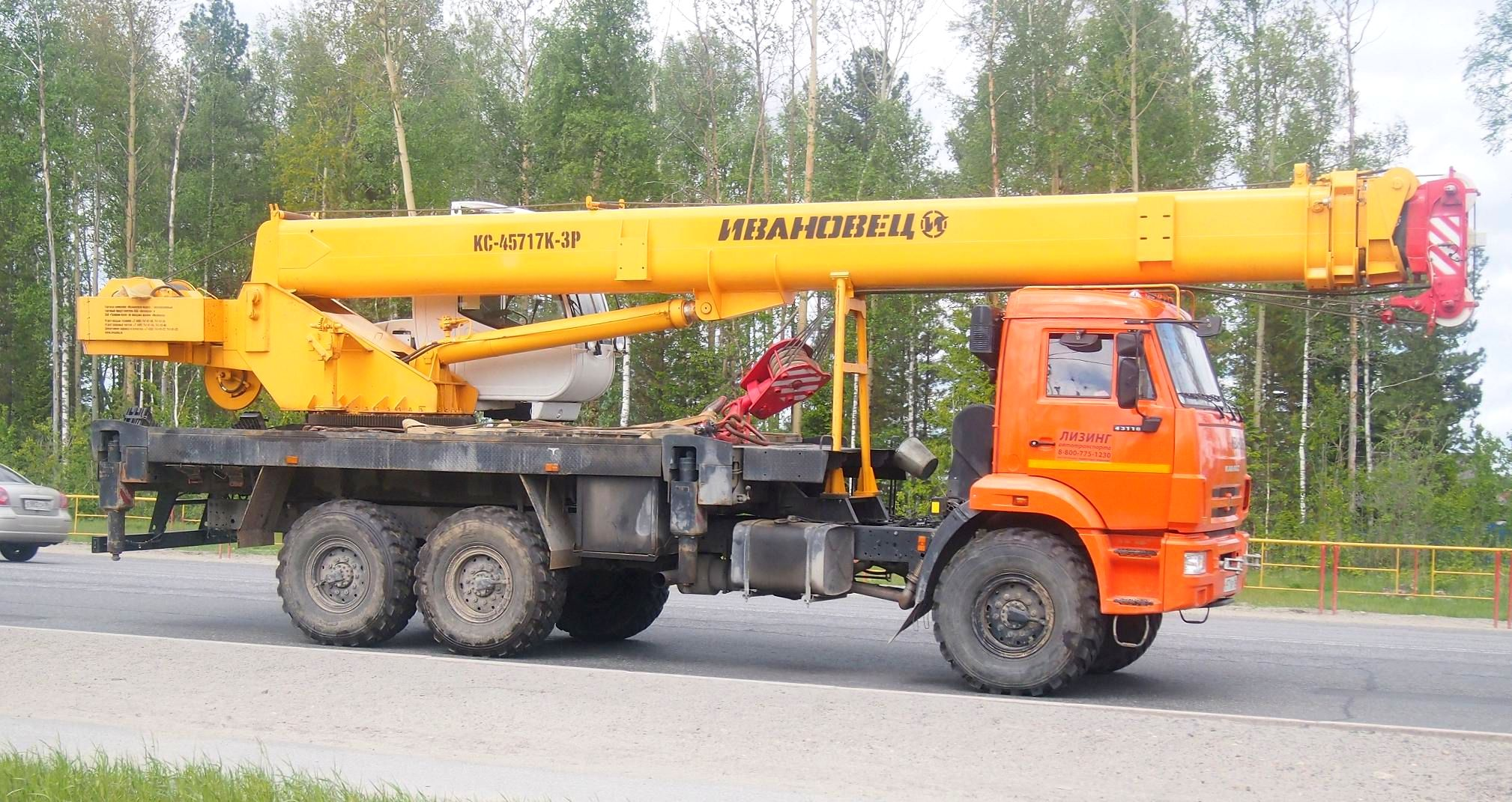
Автокран КС-45717К-3Р на шасси КАМАЗ-43118
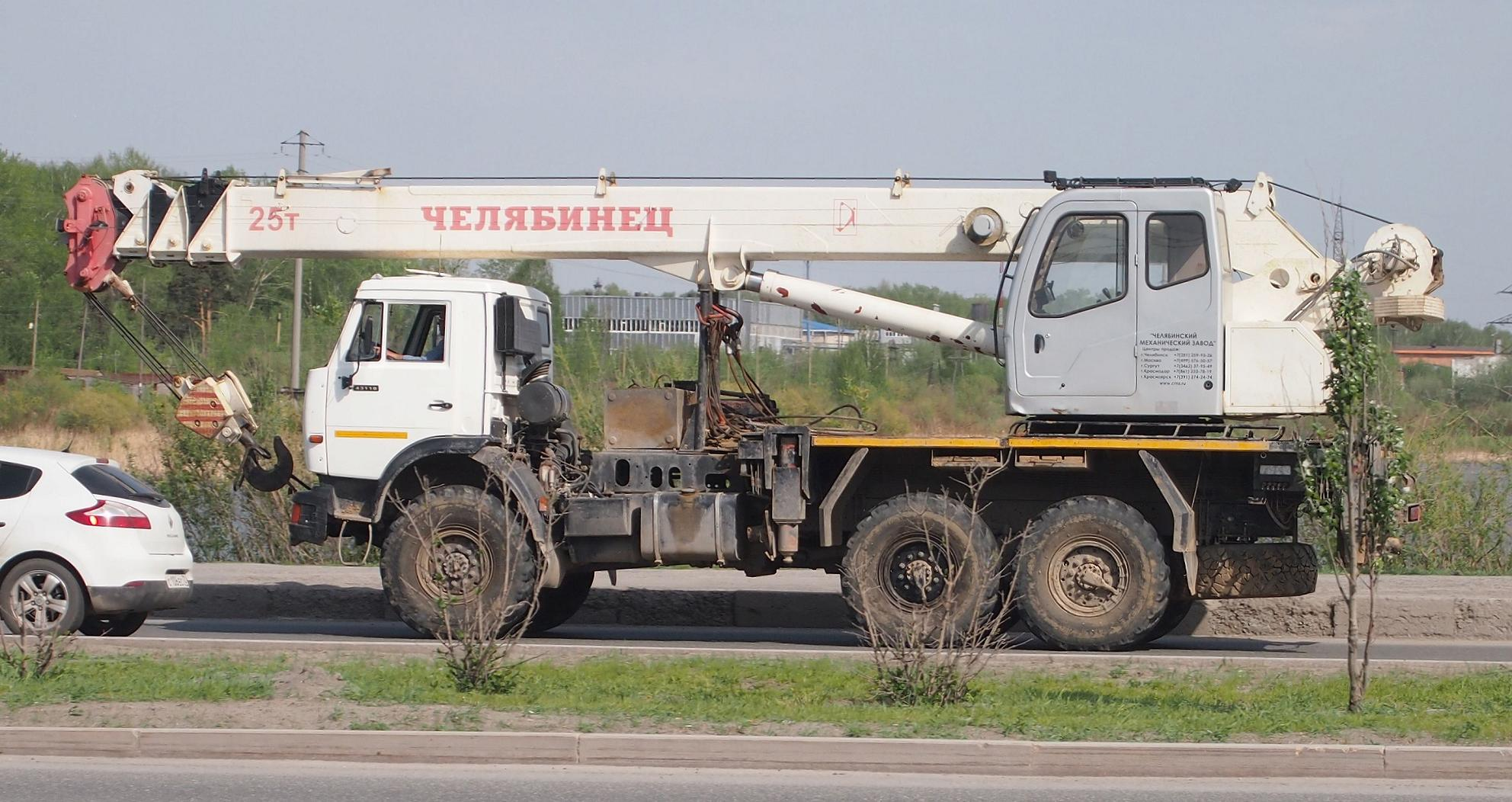
Автокран КС-55732 на шасси КАМАЗ-43118
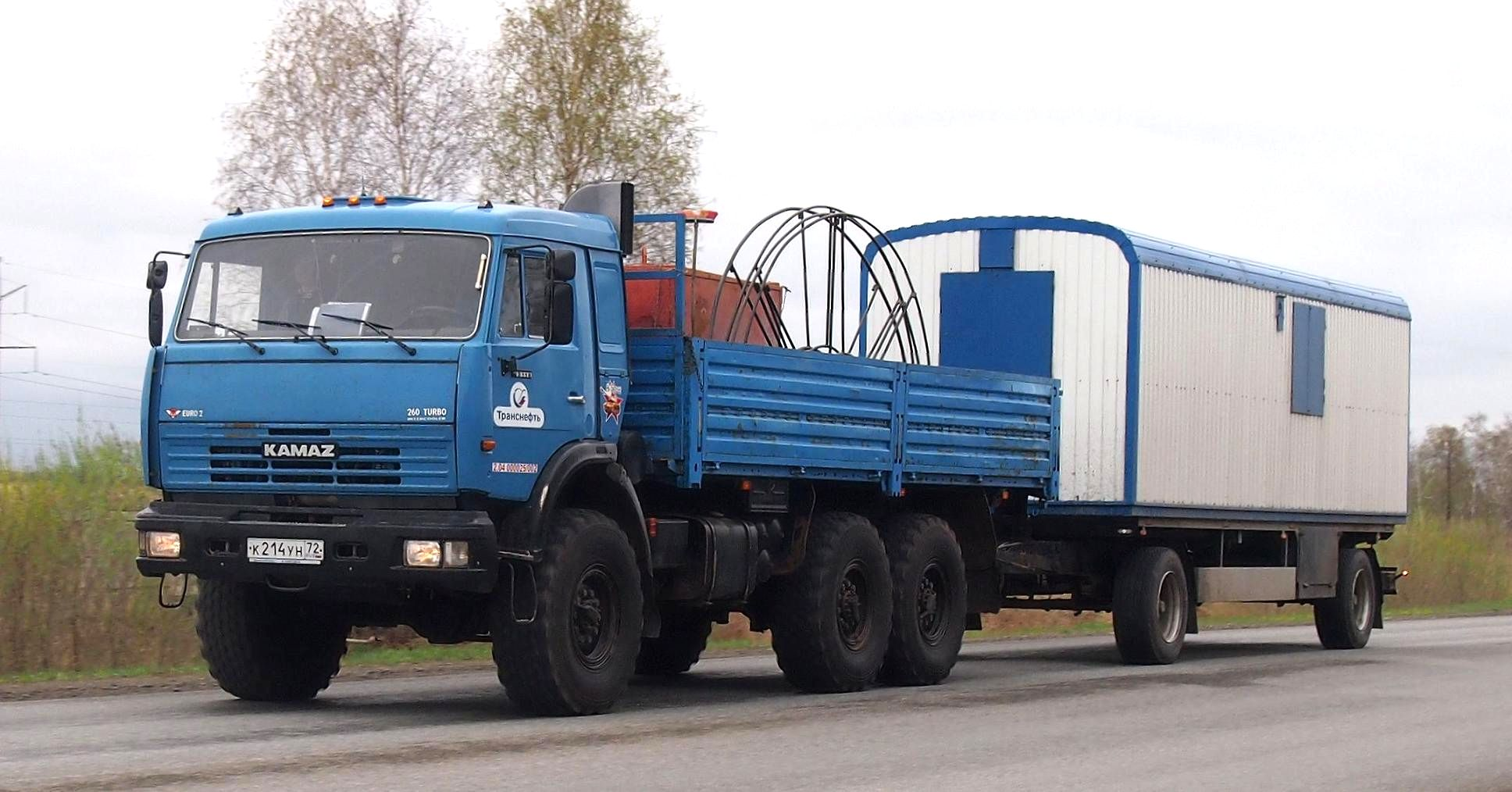
КАМАЗ-43118-10
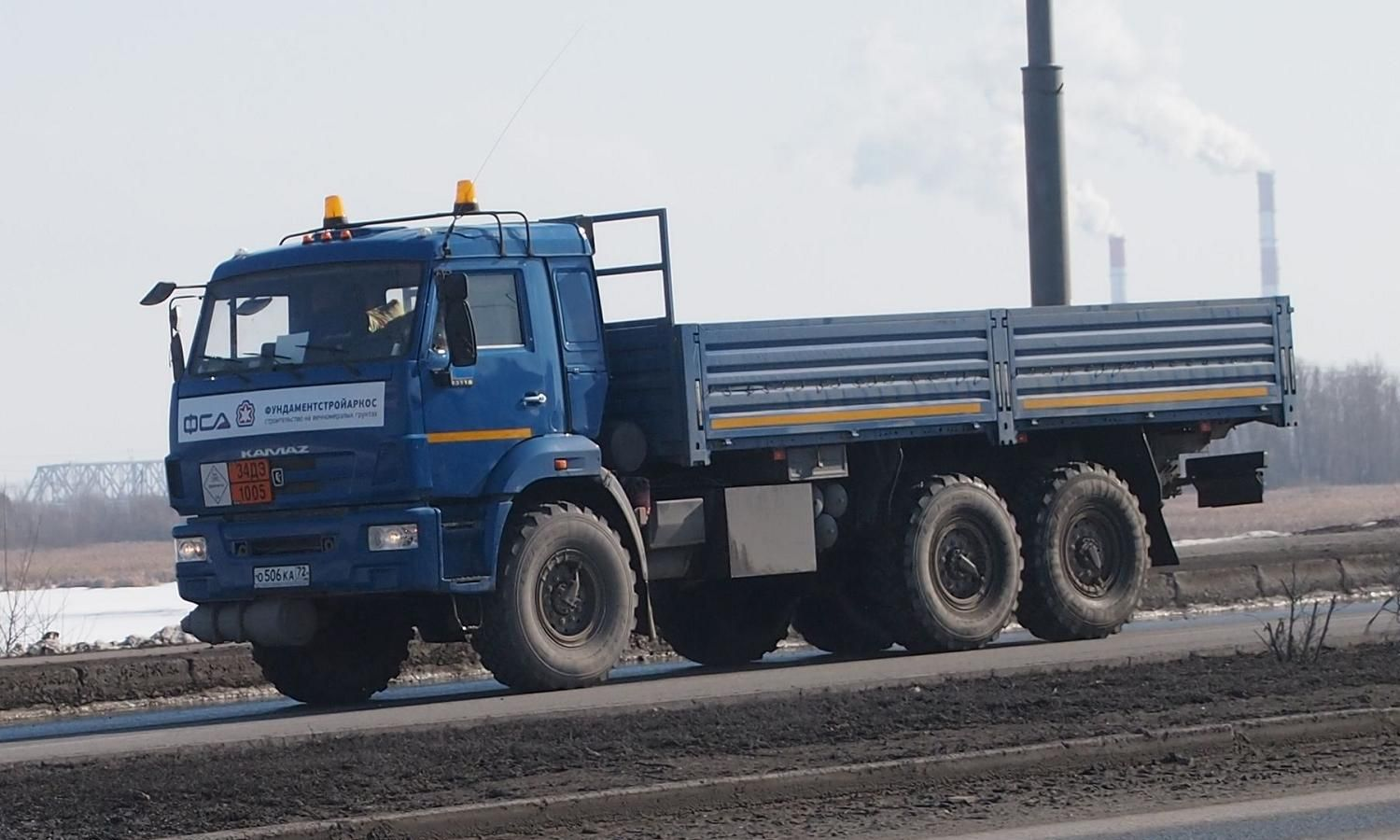
КАМАЗ-43118-24
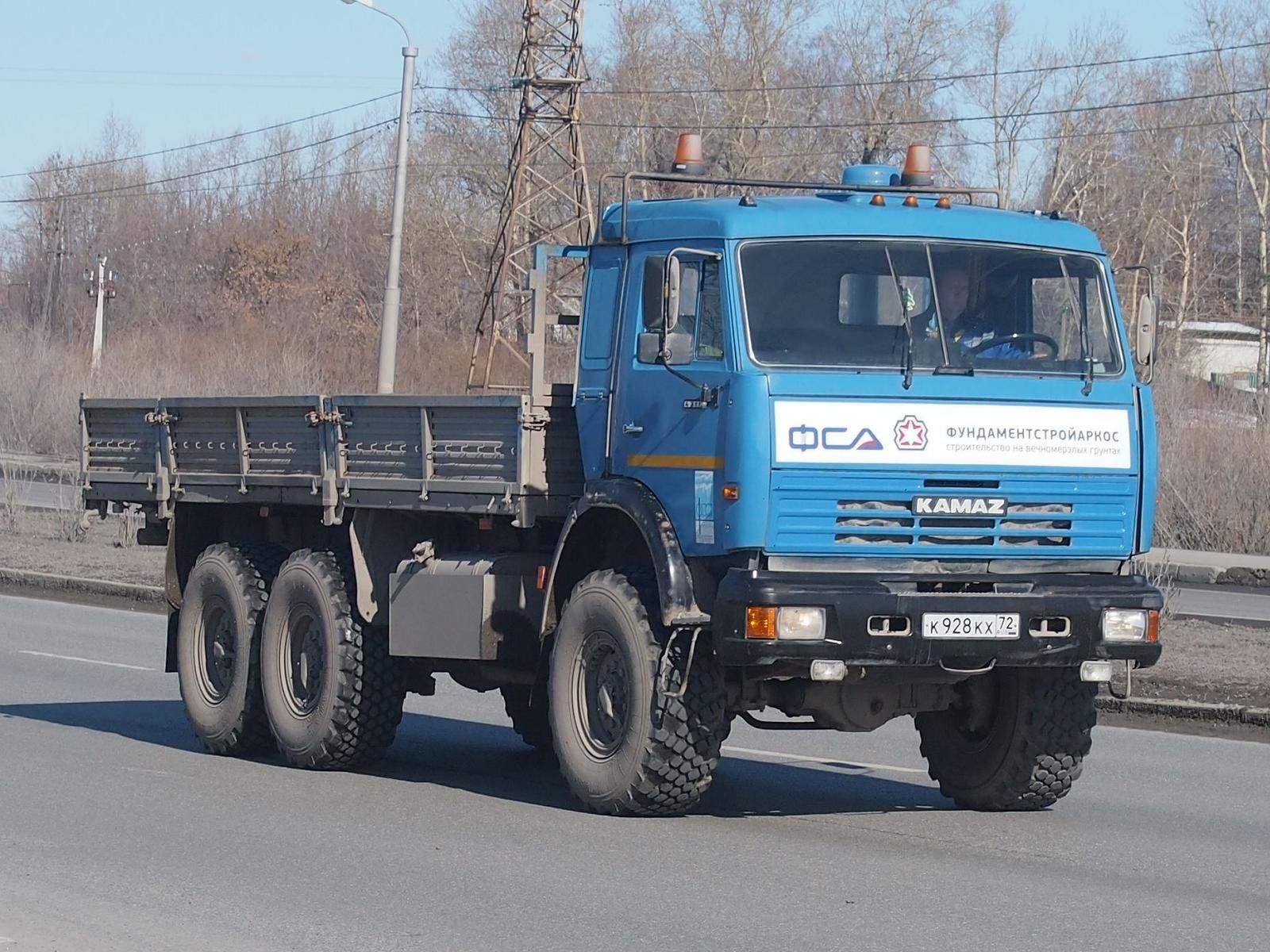
КАМАЗ-43118-10
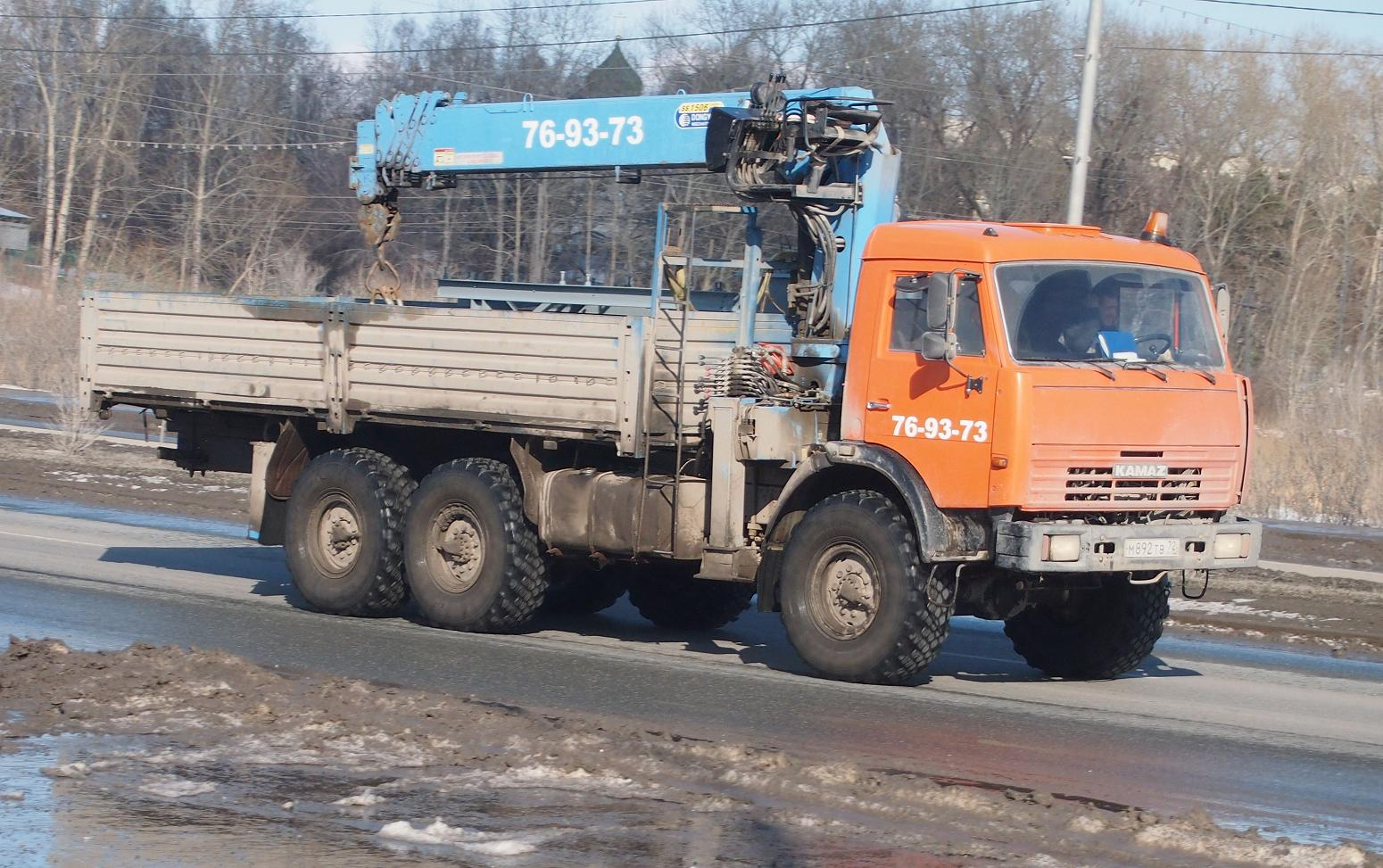
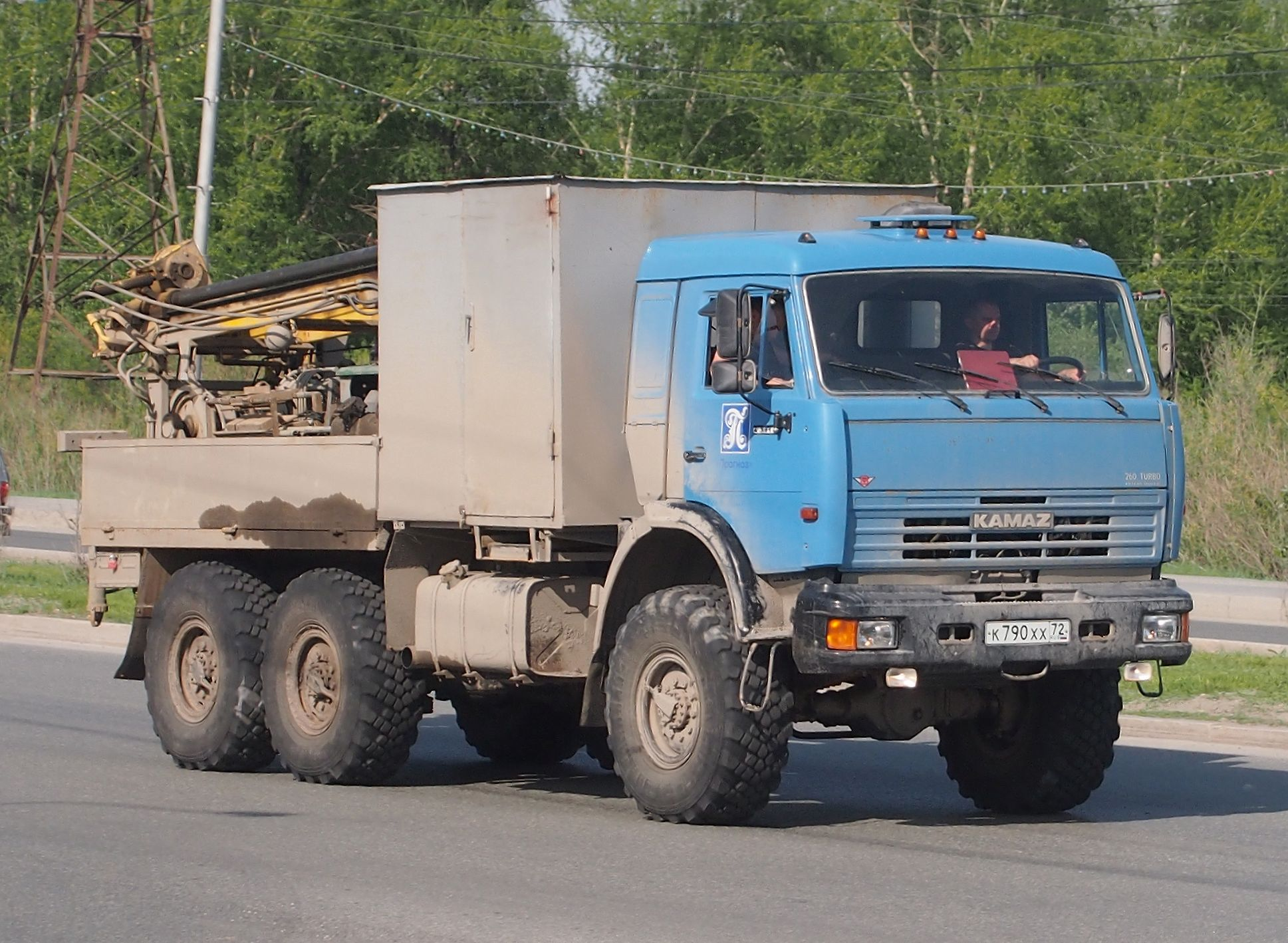
Буровая установка ПБУ-2 на шасси КАМАЗа-43118-10
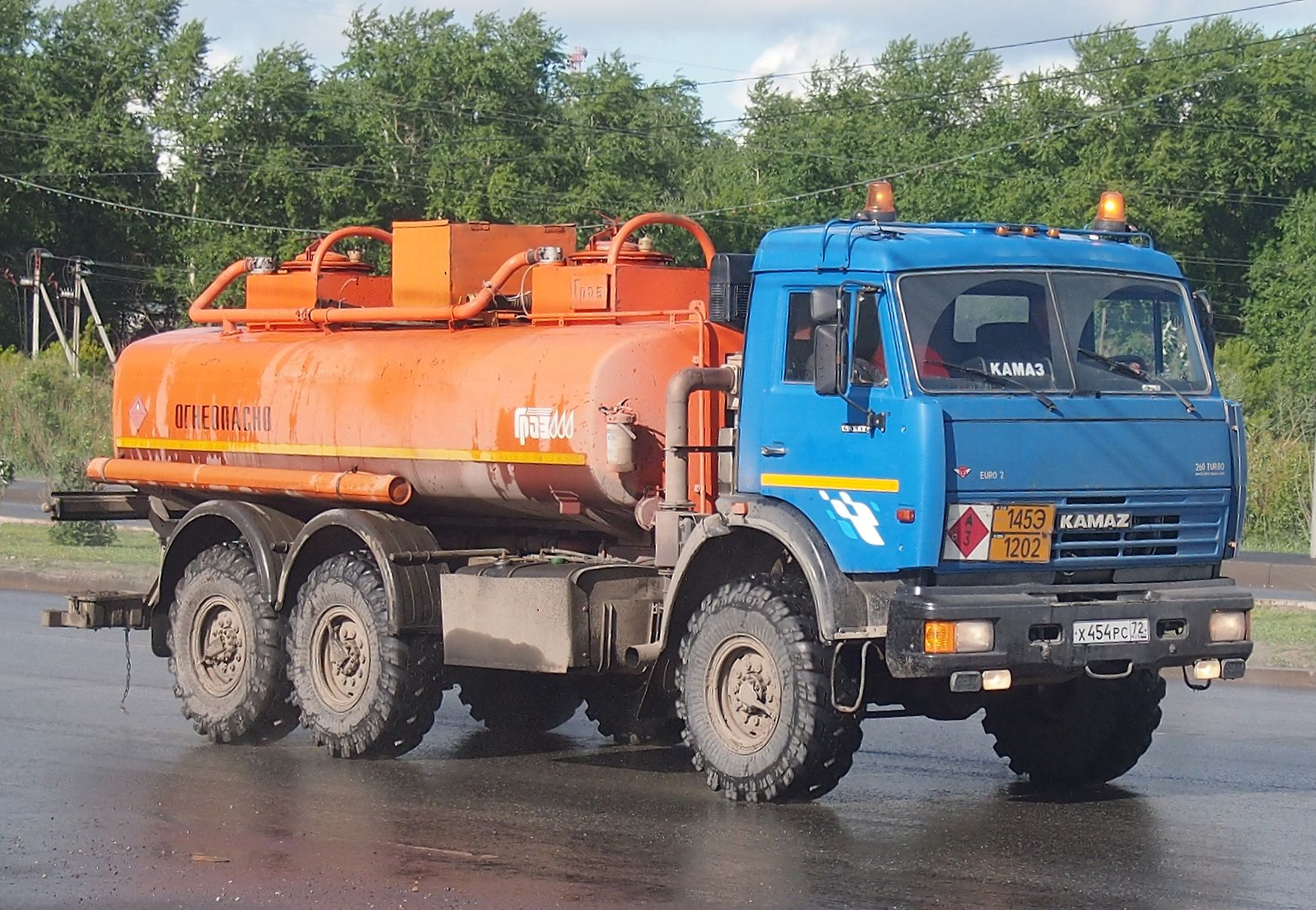
ГрАЗ-56142-0000020-13 на шасси КАМАЗа-43118
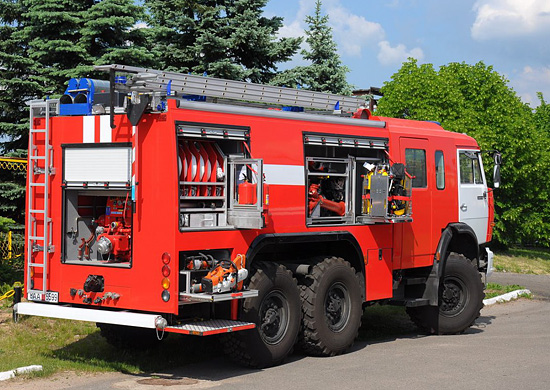
Пожарная автоцистерна АЦ-6-40 на базе КАМАЗ-43118
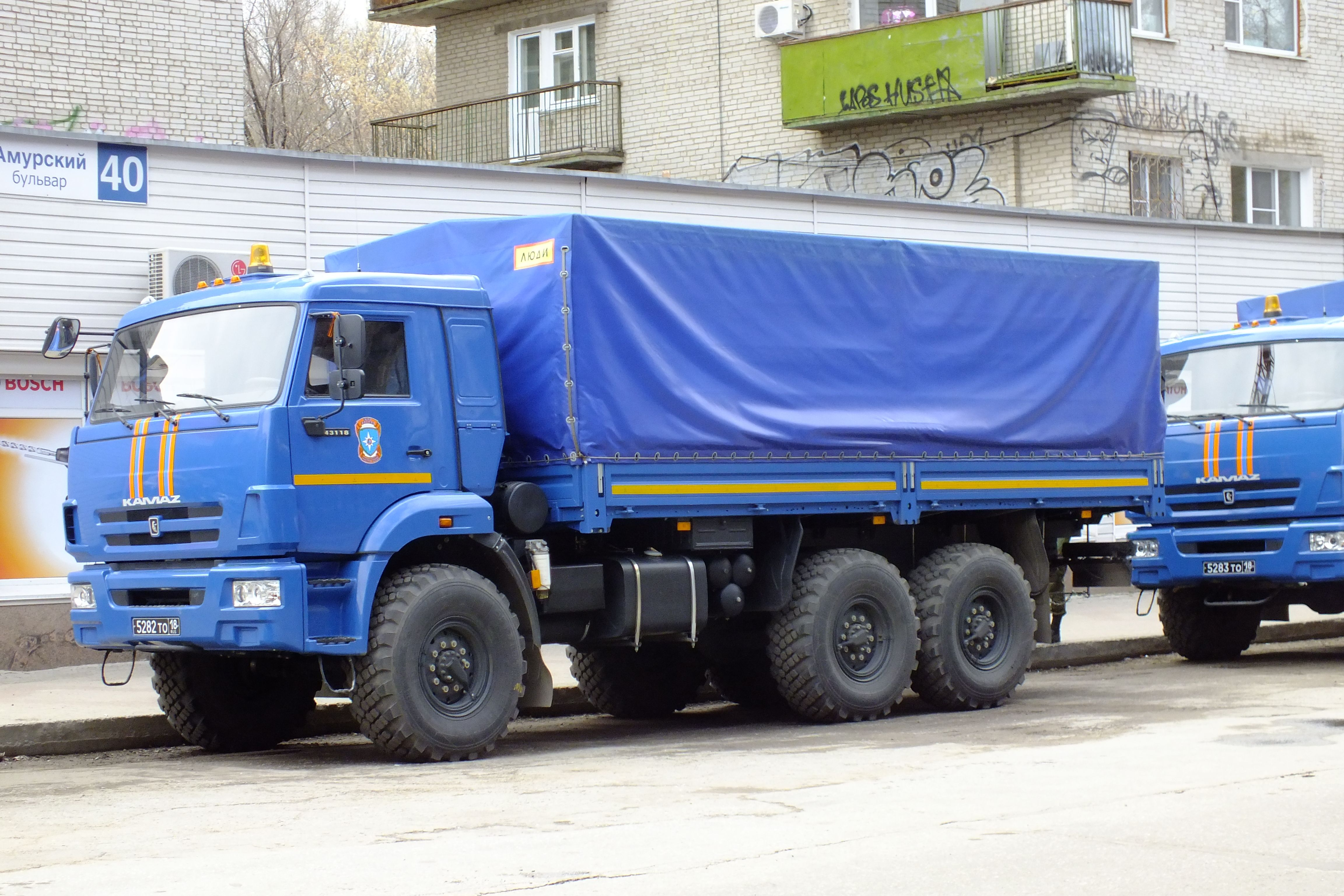
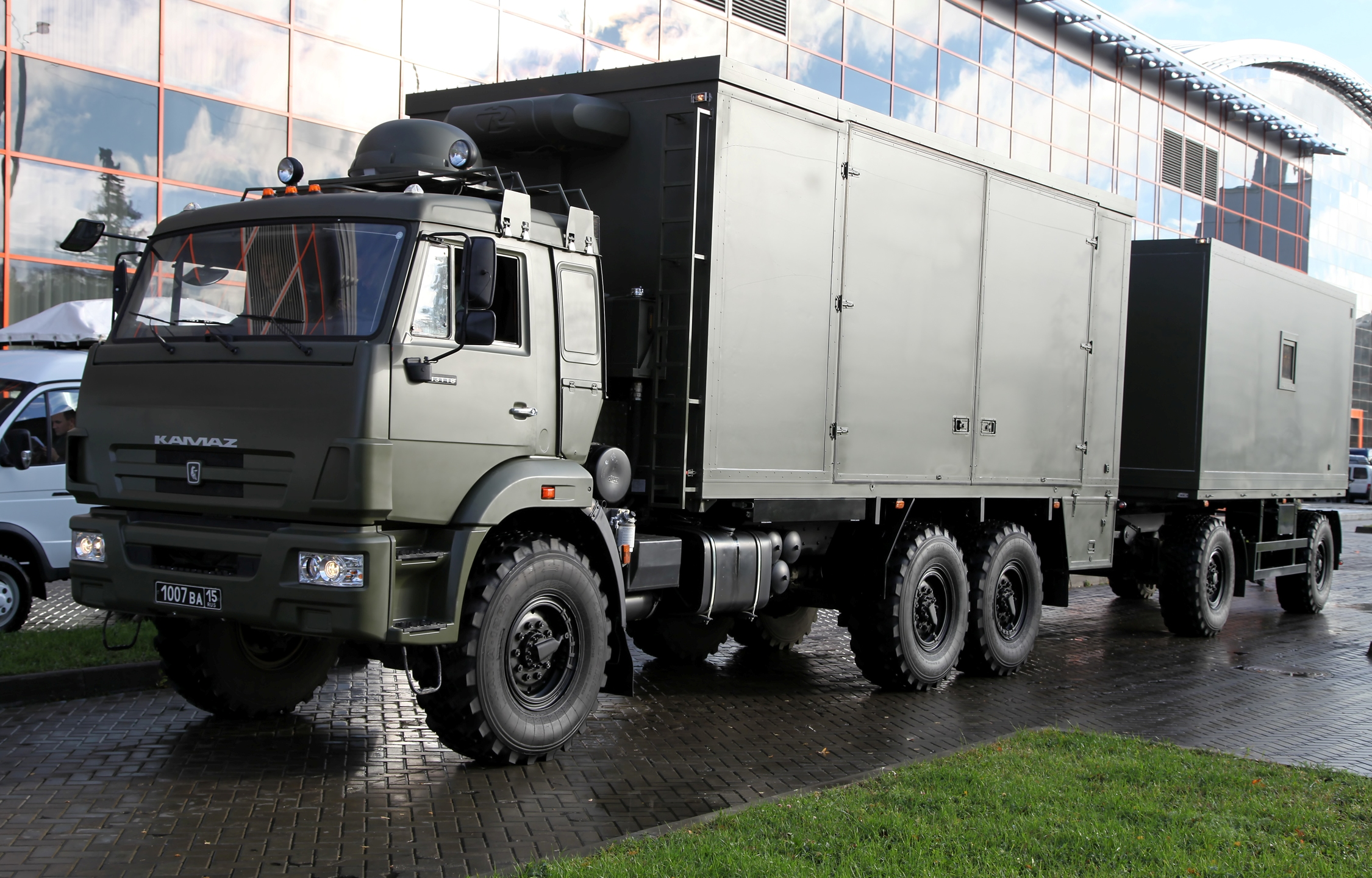

## КАМАЗ-45141

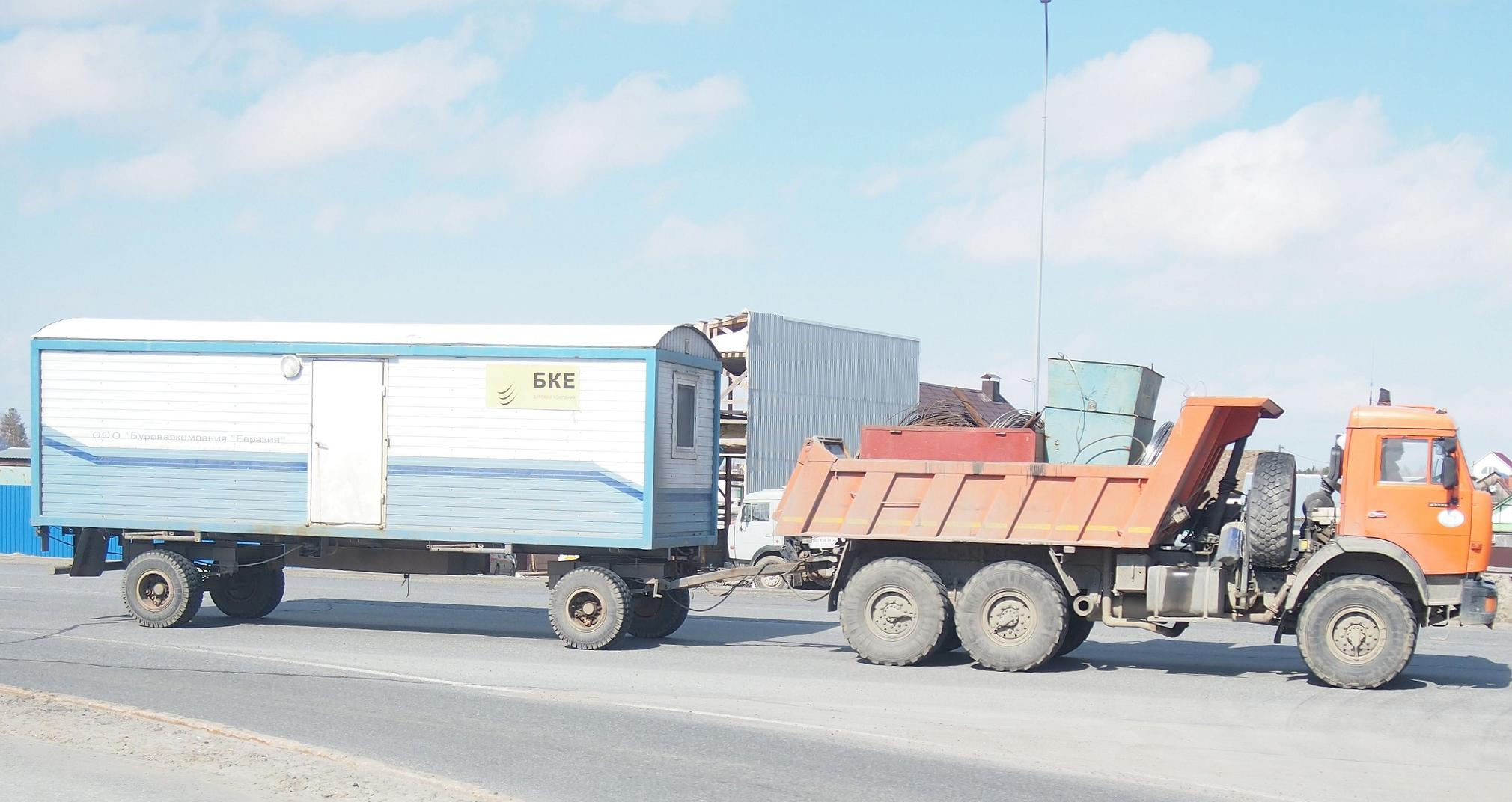
КАМАЗ-45141 с прицепом

КАМАЗ-45141 — российский полноприводный крупнотоннажный грузовой автомобиль-самосвал производства Нефтекамского автомобильного завода.

### Описание
КАМАЗ-45141 производится с 2009 года. За основу этой модели был взят автомобиль КАМАЗ-43118-46. Двигатель автомобиля — собственного производства, тогда как трансмиссия взята от немецкого производителя ZF Friedrichshafen AG. Кузов поднимается назад в течение 19 секунд. В отличие от других самосвалов, КАМАЗ-45141 производится дочерней компанией НЕФАЗ.

## КАМАЗ-44108
КАМАЗ-44108 — российский седельный тягач для эксплуатации с полуприцепом по всем видам дорог, выпускаемый Камским автомобильным заводом с 2001 по 2014 год.

### Описание
Производство автомобиля КАМАЗ-44108 стартовало в 2001 году. За основу этого тягача было взято шасси КАМАЗ-43118. До 2004 года на автомобиль ставили дизельный двигатель внутреннего сгорания КАМАЗ-740.30-260, позднее автомобиль стал оснащаться двигателями КАМАЗ-740.13-260 экологического класса Евро-1 (позднее Евро-2) и Cummins L325 экологического класса Евро-3.
Технические характеристики автомобиля допускают его эксплуатацию в экстремально тяжёлых условиях. От модели КАМАЗ-43118 автомобиль унаследовал только конструкцию.
Максимальная скорость КАМАЗ-44108 ограничена до 80 км/ч. Автомобиль способен двигаться на подъём под углом 18 градусов. Расход топлива за 100 км составляет 43,5 литра.
Значительная часть этих моделей производилась для Российской Армии. Военные модели КАМАЗ-44108 серийно производились с 2003 года.
В 2010 году автомобиль КАМАЗ-44108 прошёл рестайлинг. Кабина была полностью переработана: стеклоочиститель был увеличен на одну щётку, полностью была переработана передняя часть, для удобного входа и выхода из кабины были добавлены дополнительные подвесные ступеньки. По бортам были добавлены дополнительные топливные баки иной формы. Конструкция служит для снижения вибрации и раскачивания кабины, а также увеличения плавности, благодаря пневматической четырёхтактной подвеске. Также была добавлена антиблокировочная система. Теперь автомобиль оснащался дизельным двигателем внутреннего сгорания КАМАЗ-740.55-30 экологического класса Евро-3, по аналогии с Cummins L325.
Привод тормозной системы — пневматический. Эффективность торможения повышается за счёт четырёх автономных тормозных систем. Тормоза — барабанные.
Колёсные диски автомобиля покрыты шинами размера «425/85 R21» (1260×425-533P) и оборудованы системой подкачки воздуха.
Производство автомобиля завершилось в 2014 году, когда был введён стандарт Евро-4.

### Модификации
- КАМАЗ-44108-010-10[12].
- КАМАЗ-44108-910-10.
- КАМАЗ-44108-91910-10.

### Изображения

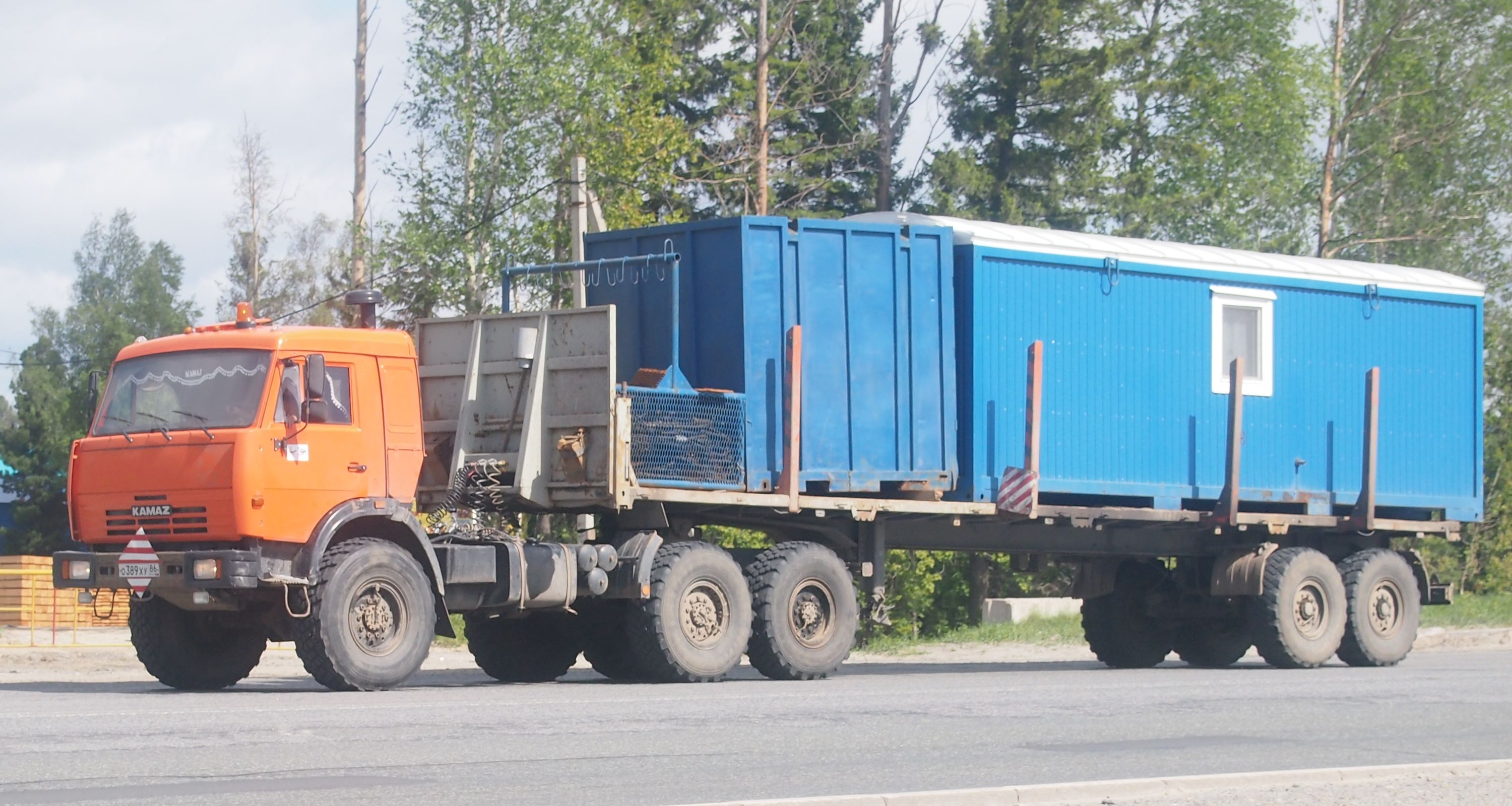
КАМАЗ-44108 в Ханты-Мансийске
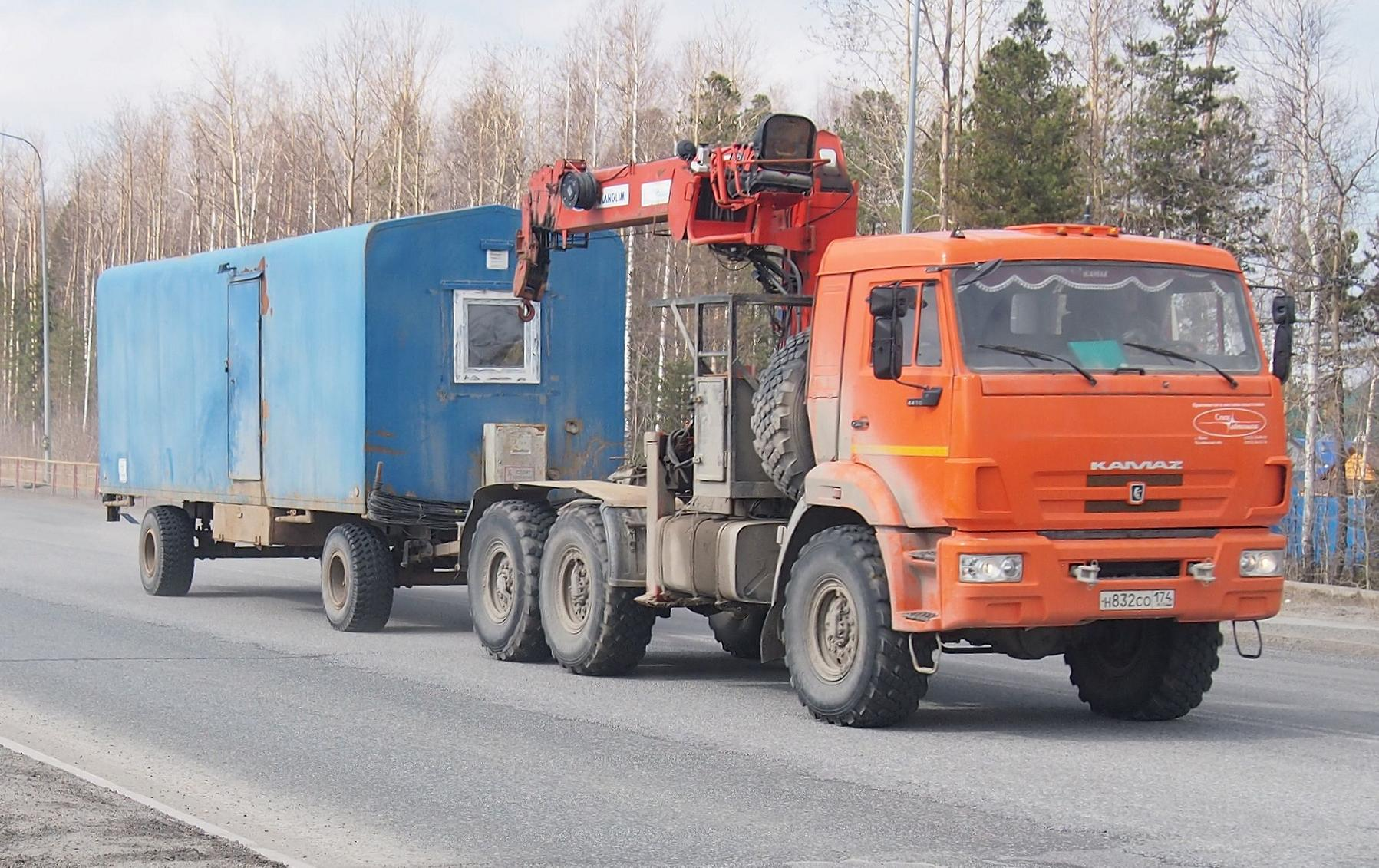
Рестайлинг автомобиля КАМАЗ-44108
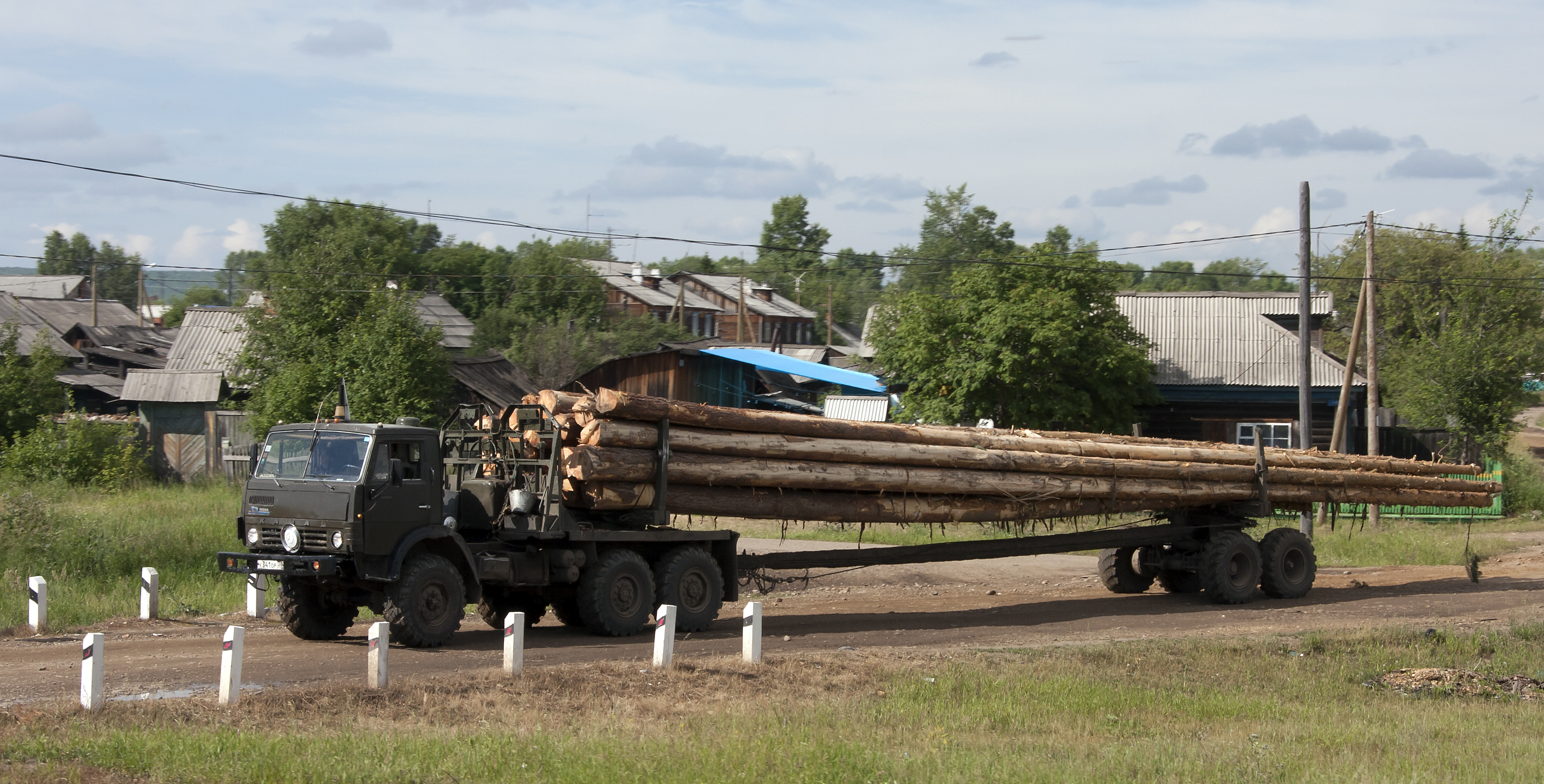
Лесовоз